# Trinité-sur-Mer
Trinité-sur-Mer (bret. An Drinded-Karnag) – miejscowość i gmina we Francji, w regionie Bretania, w departamencie Morbihan.
Według danych na rok 1990 gminę zamieszkiwały 1433 osoby, a gęstość zaludnienia wynosiła 231 osób/km² (wśród 1269 gmin Bretanii Trinité-sur-Mer plasuje się na 436. miejscu pod względem liczby ludności, natomiast pod względem powierzchni na miejscu 980.).

## Znane osoby urodzone w Trinité-sur-Mer
- Jean-Marie Le Pen, polityk, założyciel i wieloletni przywódca Frontu Narodowego.